# Пытка музыкой
Музыка неоднократно использовалась в качестве пытки или сильного психологического воздействия на пленников. При этом играет роль как громкость музыки (акустический удар), так и её агрессивность, продолжительность и культурная неприемлемость для жертвы.
К музыкальным пыткам прибегают агенты ЦРУ США по отношению к подозреваемым в терроризме или сторонникам иракского сопротивления. В качестве орудия пытки используется обычно тяжёлый рок, но есть сведения и о применении в качестве пыток записей поп-музыки.
Подобный метод пыток применялся в тюрьмах Абу-Грейб и Гуантанамо.

## Методика воздействия
Заключённым включают музыку на предельной громкости, в том числе по ночам, лишая их сна. В ночное время пытка обычно сопровождается освещением камер яркими прожекторами. По словам источника из ФБР, в Гуантанамо применялась следующая тактика: на протяжении 16 часов заключённых заставляли слушать громкую музыку, затем наступали четыре часа абсолютной тишины и темноты.
Большинство из заключённых Гуантанамо и Абу Грейб — арабы, никогда не слышавшие западной тяжёлой музыки. В арабских странах рок-музыка мало распространена и непопулярна, а в ряде стран даже официально запрещена, поэтому столкновение с агрессивной музыкой дополнительно вызывает у жертв культурный шок.
Сержант Марк Хадселл, участвовавший в операции США в Ираке, рассказывает:
Эти люди в жизни не слышали хэви-метал. Они не могут его вынести. Если вас заставить слушать музыку 24 часа в сутки, утомление ослабит функции мозга и мышц, ваше мышление замедлится, и вашу волю легко будет сломить. Вот тогда-то мы и приходим допрашивать их.
Свидетели описывают воздействие пытки на жертв как шокирующее. Биниям Мохаммед, бывший пленник американской тюрьмы в Афганистане, рассказывает: «На протяжении 20 суток нас заставляли слушать громкую музыку, днём и ночью. Люди кричали и бились головами о стены. Многие сходили с ума».

## Мнения музыкантов
Музыканты, чьи записи использовались в качестве пыток, не были информированы об этом и узнавали из газет. По мнению газеты «The Guardian», это может быть нарушением авторских прав, и музыканты вправе требовать выплаты гонораров.

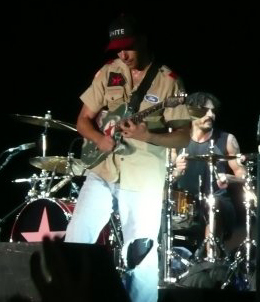
Том Морелло одним из первых протестовал против пытки музыкой

Многие музыканты высказывали протест против использования своей музыки на допросах. Так, Том Морелло (Audioslave, Rage Against the Machine) высказывал возмущение, что его песнями мучают людей. «Я считаю, Гуантанамо нужно ликвидировать,  — заявил Морелло —  пусть только одна камера останется, и в неё посадят Буша». К его протесту присоединились коллеги из Massive Attack. Дэвид Грей, чья песня «Babylon» использовалась в качестве пытки в Абу Грейб, заявил в интервью BBC: «Мы становимся хуже людей, которым должны противостоять, идём против того, что стараемся представлять собой… Сажать людей в камеру с мешками на головах и оглушать их музыкой 24 часа в сутки — не что иное, как пытка. Неважно, лучшие ли это вещи Чайковского или песенка „Barney the Dinosaur“».
Некоторые музыканты восприняли известие с иронией. «Мы мучали своих родителей и жён нашей музыкой много лет. Почему бы и не иракцев?» — пошутил Джеймс Хэтфилд из Metallica. Ударник группы Deicide Стив Эшейм усомнился, что музыку можно назвать пыткой. «Эти люди — не девочки из воскресной школы. Они опытные воины, готовые умереть за своё дело. Они должны уметь стойко выносить это. Если бы меня посадили в Гуантанамо и заставили слушать громкую музыку, я бы рассмеялся: и это всё, что вы можете против меня?»

## Guantanamo’s Greatest Hits
Список из 33 музыкальных композиций и исполнителей, использовавшихся для получения показаний в тюрьме Гуантанамо, был опубликован в 2008 году британским отделением правозащитной организации Reprieve в рамках проекта Zero dB, посвящённого 60-летию Всеобщей декларации прав человека. Он получил прозвище «Лучшие хиты Гуантанамо».